# Emile Griffith
Emile Alphonse Griffith (3. února 1938, Svatý Tomáš (Panenské ostrovy) – 23. července 2013, Hempstead) byl boxer z Amerických Panenských ostrovů.
Jako teenager přišel do USA a pracoval v kloboučnictví. V roce 1958 vyhrál New York Golden Gloves a stal se profesionálem. Byl mistrem světa ve welterové, lehké střední a střední váze. V roce 1964 získal cenu The Ring pro boxera roku. Vyhrál 85 zápasů ze 112, k nimž nastoupil.
Jeho osobní život byl na boxera nezvyklý. Byl bisexuál, vedle boxu se věnoval módnímu návrhářství. Do historie boxu vešel vyhrocený zápas s Kubáncem Benny Paretem 24. března 1962 v Madison Square Garden, před nímž Paret zahrnul Griffitha homofobními urážkami. Ve dvanáctém kole byl Paret rozzuřeným soupeřem knokautován a po deseti dnech zemřel na krvácení do mozku. Skandál vedl ke změně pravidel profesionálních zápasů i k dočasnému zákazu živých boxerských přenosů v americké televizi. Griffith si smrt protivníka nikdy nepřestal vyčítat a v dalších zápasech si počínal mnohem opatrněji. 
Kariéru ukončil v roce 1977. Působil pak jako trenér (Wilfred Benítez se pod jeho vedením stal mistrem světa).
V roce 1990 byl přijat do International Boxing Hall of Fame. Byl o něm natočen dokumentární film Ring of Fire: The Emile Griffith Story.
Příčinou jeho úmrtí byla chronická traumatická encefalopatie.